# 木卫四十三

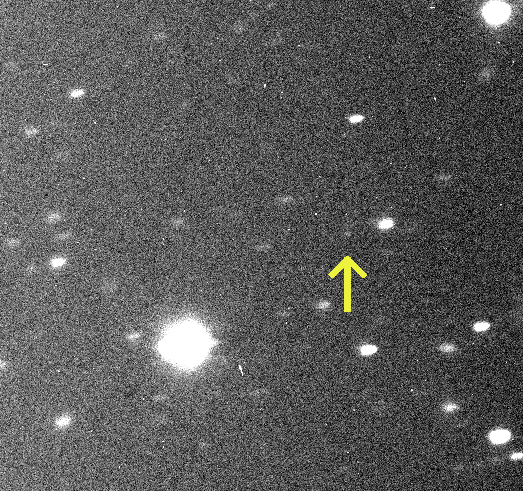
发现木卫四十三的图像

木卫四十三（S/2002 J 1，Arche，/ˈɑːrkiː/，ARK-ee；希腊语： Αρχή），又名Jupiter XLIII，是木星的一个衛星。由斯科特·谢泼德所領導的夏威夷大學研究小組於2002年發現。
其直徑約為3公里，軌道平均半徑為23,717 Mm，軌道周期為746.185地球日，與黃道間的軌道傾角為165°（与木星赤道162°），運轉方向為逆行，軌道離心率为0.149。
它在2005年被命名为Arche，这个名字取自希腊神话中四个原始缪斯之一，另外三个是Aoede，墨勒忒和Mneme。
木卫四十三是加爾尼群的成员，而加爾尼群是一群環繞木星逆行的不規則衛星，它們的軌道半長軸在23與24 Gm之間，且軌道傾角都在约165°。